# Župnija Ljubljana - Koseze
Župnija Ljubljana - Koseze je rimskokatoliška teritorialna župnija dekanije Ljubljana - Šentvid nadškofije Ljubljana.